# Rača-Lečchumi a Dolní Svanetie
Rača-Lečchumi a Dolní Svanetie, též (z gruz.) Rača-Lečchumi a Kvemo Svaneti (gruzínsky რაჭა-ლეჩხუმი და ქვემო სვანეთი, Rača-Lečchumi da Kvemo Svaneti), je gruzínský kraj (region, gruz. mchare) na severozápadě země, který se skládá z historických zemí Rača, Lečchumi a Kvemo Svaneti (česky: Dolní Svanetie). Krajským městem je Ambrolauri.

## Základní údaje

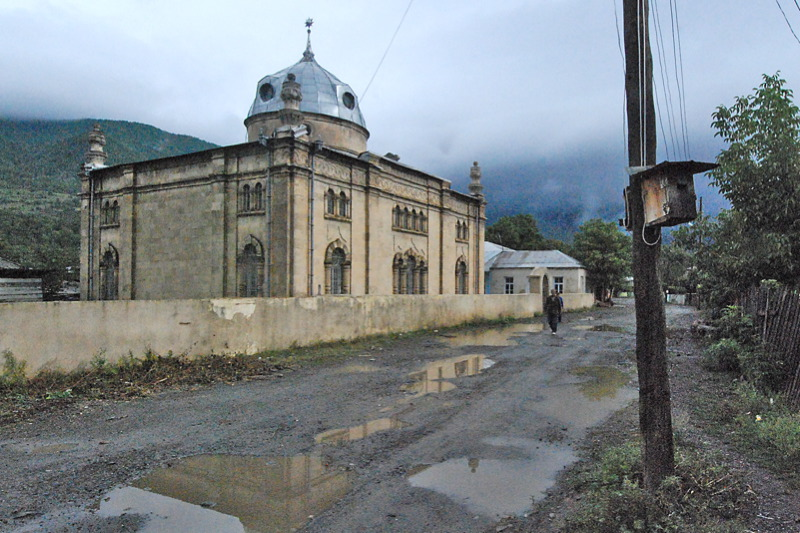
Synagoga v Oni. Na pozadí pohoří Kavkazu (fotka z 90. let 20. stol.)

Tento region se rozkládá na území o rozloze 4 954 km² a podle údajů ze sčítání lidu z roku 2014 v něm žilo 32 089 obyvatel. Region tak patří k nejřidčeji osídleným v celé Gruzii a hustota obyvatel na jeden kilometr čtvereční je jen 6,5, což je nejmenší údaj ze všech gruzínských krajů. V kraji se nachází pouze tři města. Jsou jimi krajská metropole Ambrolauri, staré račské město Oni a Cageri. Další dvě sídla jsou malá městečka Lentechi a Charistvali. Zbylých 251 sídel jsou vesnice. Celá oblast je velmi vysoko položená nad mořem a na severu při hranicích s Ruskem terén strmě stoupá do velehor Velkého Kavkazu.

## Hospodářství
Rača-Lečchumi patří mezi pět vinařských regionů Specialitou oblasti je červené víno Aleksandrouli.

## Administrativní členění
Kraj Rača-Lečchumi a Dolní Svanetie se dále dělí na čtyři municipality nesoucí název svého správního centra.
- Municipalita Ambrolauri (správní centrum Ambrolauri)
- Municipalita Lentechi (správní centrum Lentechi)
- Municipalita Oni (správní centrum Oni)
- Municipalita Cageri (správní centrum Cageri)